# Seven de Estados Unidos 2018
El Seven de Estados Unidos 2018 fue la decimoquinta edición del Seven de Estados Unidos y la quinta etapa de la Serie Mundial de Rugby 7 2017-18. Se realizó entre los días 2 y 4 de marzo de 2018 en el Estadio Sam Boyd de Las Vegas (Estados Unidos).

## Formato
Se dividen en cuatro grupos de cuatro equipos, cada grupo se resuelve con el sistema de todos contra todos a una sola ronda; la victoria otorga 3 puntos, el empate 2 y la derrota 1 punto.
Los dos equipos con más puntos en cada grupo avanzan a cuartos de final de la Copa. Los cuatro ganadores avanzan a semifinales de la Copa, y los cuatro perdedores a semifinales por el quinto puesto.
Los dos equipos con menos puntos en cada grupo avanzan a cuartos de final de la challenge trophy. Los cuatro ganadores avanzan a semifinales de la challenge trophy, y los cuatro perdedores a semifinales del decimotercer puesto.

## Equipos participantes
Como selección invitada se suma Uruguay al haber finalizado en el tercer puesto (primero de los equipos no clasificados en el circuito) del Sudamérica Rugby Sevens disputado en Punta del Este (Uruguay) y Viña del Mar (Chile).
| - Argentina - Australia - Canadá - Escocia | - España - Estados Unidos - Fiyi - Francia | - Gales - Inglaterra - Kenia - Nueva Zelanda | - Rusia - Samoa - Sudáfrica - Uruguay |

## Resultados

### Fase de grupos
- Todos los horarios corresponden al huso horario local: UTC-8.[2]

#### Grupo A
| Pos | Países  | Pts | Partidos | Partidos | Partidos | Partidos | Tantos | Tantos | Tantos |
| Pos | Países  | Pts | J        | G        | E        | P        | PF     | PC     | DP     |
| --- | ------- | --- | -------- | -------- | -------- | -------- | ------ | ------ | ------ |
| 1   | Fiyi    | 7   | 3        | 2        | 0        | 0        | 85     | 22     | +63    |
| 2   | Kenia   | 7   | 3        | 2        | 0        | 1        | 50     | 45     | +5     |
| 3   | Francia | 7   | 3        | 2        | 0        | 1        | 55     | 54     | +1     |
| 4   | Rusia   | 3   | 3        | 0        | 0        | 3        | 19     | 88     | -69    |

|  | Avanzan a cuartos de final. |

| 2 de marzo, 15:44 | Kenia | 14 - 19 | Francia | Estadio Sam Boyd, Las Vegas |  |

| 2 de marzo, 16:06 | Fiyi | 38 - 0 | Rusia | Estadio Sam Boyd, Las Vegas |  |

| 2 de marzo, 18:45 | Kenia | 19 - 12 | Rusia | Estadio Sam Boyd, Las Vegas |  |

| 2 de marzo, 19:07 | Fiyi | 33 - 5 | Francia | Estadio Sam Boyd, Las Vegas |  |

| 3 de marzo, 12:14 | Francia | 31 - 7 | Rusia | Estadio Sam Boyd, Las Vegas |  |

| 3 de marzo, 12:36 | Fiyi | 14 - 17 | Kenia | Estadio Sam Boyd, Las Vegas |  |

#### Grupo B
| Pos | Países     | Pts | Partidos | Partidos | Partidos | Partidos | Tantos | Tantos | Tantos |
| Pos | Países     | Pts | J        | G        | E        | P        | PF     | PC     | DP     |
| --- | ---------- | --- | -------- | -------- | -------- | -------- | ------ | ------ | ------ |
| 1   | Sudáfrica  | 9   | 3        | 2        | 0        | 0        | 69     | 52     | +17    |
| 2   | Inglaterra | 7   | 3        | 2        | 0        | 1        | 92     | 48     | +44    |
| 3   | Canadá     | 5   | 3        | 0        | 0        | 2        | 45     | 78     | -33    |
| 4   | Gales      | 3   | 3        | 0        | 0        | 3        | 52     | 80     | -28    |

|  | Avanzan a cuartos de final. |

| 2 de marzo, 17:12 | Inglaterra | 40 - 12 | Canadá | Estadio Sam Boyd, Las Vegas |  |

| 2 de marzo, 17:34 | Sudáfrica | 26 - 21 | Gales | Estadio Sam Boyd, Las Vegas |  |

| 2 de marzo, 20:13 | Inglaterra | 33 - 12 | Gales | Estadio Sam Boyd, Las Vegas |  |

| 2 de marzo, 20:35 | Sudáfrica | 19 - 12 | Canadá | Estadio Sam Boyd, Las Vegas |  |

| 3 de marzo, 13:48 | Canadá | 21 - 19 | Gales | Estadio Sam Boyd, Las Vegas |  |

| 3 de marzo, 14:10 | Sudáfrica | 24 - 19 | Inglaterra | Estadio Sam Boyd, Las Vegas |  |

#### Grupo C
| Pos | Países         | Pts | Partidos | Partidos | Partidos | Partidos | Tantos | Tantos | Tantos |
| Pos | Países         | Pts | J        | G        | E        | P        | PF     | PC     | DP     |
| --- | -------------- | --- | -------- | -------- | -------- | -------- | ------ | ------ | ------ |
| 1   | Estados Unidos | 9   | 3        | 3        | 0        | 0        | 82     | 36     | +46    |
| 2   | Australia      | 7   | 3        | 2        | 0        | 1        | 55     | 35     | +20    |
| 3   | Samoa          | 5   | 3        | 1        | 0        | 2        | 48     | 64     | -16    |
| 4   | España         | 3   | 3        | 0        | 0        | 3        | 31     | 81     | -50    |

|  | Avanzan a cuartos de final. |

| 2 de marzo, 16:28 | Samoa | 12 - 26 | Estados Unidos | Estadio Sam Boyd, Las Vegas |  |

| 2 de marzo, 16:50 | Australia | 24 - 0 | España | Estadio Sam Boyd, Las Vegas |  |

| 2 de marzo, 19:29 | Samoa | 29 - 14 | España | Estadio Sam Boyd, Las Vegas |  |

| 2 de marzo, 19:51 | Australia | 7 - 28 | Estados Unidos | Estadio Sam Boyd, Las Vegas |  |

| 3 de marzo, 13:04 | Estados Unidos | 28 - 17 | España | Estadio Sam Boyd, Las Vegas |  |

| 3 de marzo, 13:26 | Australia | 24 - 7 | Samoa | Estadio Sam Boyd, Las Vegas |  |

#### Grupo D
| Pos | Países        | Pts | Partidos | Partidos | Partidos | Partidos | Tantos | Tantos | Tantos |
| Pos | Países        | Pts | J        | G        | E        | P        | PF     | PC     | DP     |
| --- | ------------- | --- | -------- | -------- | -------- | -------- | ------ | ------ | ------ |
| 1   | Argentina     | 9   | 3        | 3        | 0        | 0        | 78     | 38     | +40    |
| 2   | Nueva Zelanda | 7   | 3        | 2        | 0        | 1        | 73     | 50     | +23    |
| 3   | Escocia       | 5   | 3        | 1        | 0        | 2        | 76     | 61     | +15    |
| 4   | Uruguay       | 3   | 3        | 0        | 0        | 3        | 21     | 99     | -78    |

|  | Avanzan a cuartos de final. |

| 2 de marzo, 15:00 | Escocia | 19 - 21 | Argentina | Estadio Sam Boyd, Las Vegas |  |

| 2 de marzo, 15:22 | Nueva Zelanda | 28 - 7 | Uruguay | Estadio Sam Boyd, Las Vegas |  |

| 2 de marzo, 18:01 | Escocia | 40 - 14 | Uruguay | Estadio Sam Boyd, Las Vegas |  |

| 2 de marzo, 18:23 | Nueva Zelanda | 19 - 26 | Argentina | Estadio Sam Boyd, Las Vegas |  |

| 3 de marzo, 11:30 | Argentina | 31 - 0 | Uruguay | Estadio Sam Boyd, Las Vegas |  |

| 3 de marzo, 11:52 | Nueva Zelanda | 26 - 17 | Escocia | Estadio Sam Boyd, Las Vegas |  |

### Etapa eliminatoria

#### Copa de oro
|  | Cuartos de final | Cuartos de final | Cuartos de final |                |           | Semifinales | Semifinales | Semifinales |      |                | Copa de oro    | Copa de oro  | Copa de oro |  |
|  |                  |                  |                  |                |           |             |             |             |      |                |                |              |             |  |
|  |                  |                  |                  |                |           |             |             |             |      |                |                |              |             |  |
|  | Fiyi             | Fiyi             | 14               |                |           |             |             |             |      |                |                |              |             |  |
|  | Fiyi             | Fiyi             | 14               |                |           |             |             |             |      |                |                |              |             |  |
|  | Nueva Zelanda    | Nueva Zelanda    | 10               |                |           |             |             |             |      |                |                |              |             |  |
|  | Nueva Zelanda    | Nueva Zelanda    | 10               |                | Fiyi      | Fiyi        | 7           |             |      |                |                |              |             |  |
|  |                  |                  |                  |                | Fiyi      | Fiyi        | 7           |             |      |                |                |              |             |  |
|  |                  |                  | Estados Unidos   | Estados Unidos | 19        |             |             |             |      |                |                |              |             |  |
|  | Estados Unidos   | Estados Unidos   | Estados Unidos   | Estados Unidos | 19        | 17          |             |             |      |                |                |              |             |  |
|  | Estados Unidos   | Estados Unidos   |                  |                |           |             |             |             |      |                |                |              |             |  |
|  | Inglaterra       | Inglaterra       | 12               |                |           |             |             |             |      |                |                |              |             |  |
|  | Inglaterra       | Inglaterra       | 12               |                |           |             |             |             |      | Estados Unidos | Estados Unidos | 28           |             |  |
|  |                  |                  |                  |                |           |             |             |             |      | Estados Unidos | Estados Unidos | 28           |             |  |
|  |                  |                  | Argentina        | Argentina      | 0         |             |             |             |      |                |                |              |             |  |
|  | Argentina        | Argentina        | Argentina        | Argentina      | 0         | 17          |             |             |      |                |                |              |             |  |
|  | Argentina        | Argentina        |                  |                |           |             |             |             |      |                |                |              |             |  |
|  | Kenia            | Kenia            | 12               |                |           |             |             |             |      |                |                |              |             |  |
|  | Kenia            | Kenia            | 12               |                | Argentina | Argentina   | 12          |             |      | Tercer lugar   | Tercer lugar   | Tercer lugar |             |  |
|  |                  |                  |                  |                | Argentina | Argentina   | 12          |             |      | Tercer lugar   | Tercer lugar   | Tercer lugar |             |  |
|  |                  |                  | Sudáfrica        | Sudáfrica      | 10        |             |             |             |      |                |                |              |             |  |
|  | Sudáfrica        | Sudáfrica        | Sudáfrica        | Sudáfrica      | 10        | 29          |             |             | Fiyi | Fiyi           | 26             |              |             |  |
|  | Sudáfrica        | Sudáfrica        |                  |                |           |             |             |             | Fiyi | Fiyi           | 26             |              |             |  |
|  | Australia        | Australia        | 17               |                |           |             |             |             |      |                | Sudáfrica      | Sudáfrica    | 22          |  |
|  | Australia        | Australia        | 17               |                |           |             |             |             |      |                | Sudáfrica      | Sudáfrica    | 22          |  |
|  |                  |                  |                  |                |           |             |             |             |      |                |                |              |             |  |

##### Cuartos de final
|  | Fiyi | 14 - 10 | Nueva Zelanda | Estadio Sam Boyd, Las Vegas |  |

|  | Estados Unidos | 17 - 12 | Inglaterra | Estadio Sam Boyd, Las Vegas |  |

|  | Argentina | 17 - 12 | Kenia | Estadio Sam Boyd, Las Vegas |  |

|  | Sudáfrica | 29 - 17 | Australia | Estadio Sam Boyd, Las Vegas |  |

##### Semifinales
|  | Fiyi | 7 - 19 | Estados Unidos | Estadio Sam Boyd, Las Vegas |  |

|  | Argentina | 12 - 10 | Sudáfrica | Estadio Sam Boyd, Las Vegas |  |

##### Tercer puesto
|  | Fiyi | 26 - 22 | Sudáfrica | Estadio Sam Boyd, Las Vegas |  |

##### Final
|  | Estados Unidos | 28 - 0 | Argentina | Estadio Sam Boyd, Las Vegas |  |

| Bandera de Estados Unidos |
| Campeón Estados Unidos    |
| 1.º título del circuito   |

#### Quinto puesto
|  | Semifinales   | Semifinales   | Semifinales |           |               | Quinto puesto | Quinto puesto | Quinto puesto |  |
|  |               |               |             |           |               |               |               |               |  |
|  |               |               |             |           |               |               |               |               |  |
|  | Nueva Zelanda | Nueva Zelanda | 19          |           |               |               |               |               |  |
|  | Nueva Zelanda | Nueva Zelanda | 19          |           |               |               |               |               |  |
|  | Inglaterra    | Inglaterra    | 14          |           |               |               |               |               |  |
|  | Inglaterra    | Inglaterra    | 14          |           | Nueva Zelanda | Nueva Zelanda | 17            |               |  |
|  |               |               |             |           | Nueva Zelanda | Nueva Zelanda | 17            |               |  |
|  |               |               | Australia   | Australia | 12            |               |               |               |  |
|  | Kenia         | Kenia         | Australia   | Australia | 12            | 21            |               |               |  |
|  | Kenia         | Kenia         |             |           |               | 21            |               |               |  |
|  | Australia     | Australia     | 26          |           |               |               |               |               |  |
|  | Australia     | Australia     | 26          |           |               |               |               |               |  |
|  |               |               |             |           |               |               |               |               |  |

#### Challenge trophy
|  | Eliminatoria | Eliminatoria | Eliminatoria |        |         | Semifinales | Semifinales | Semifinales |  |         | Challenge trophy | Challenge trophy | Challenge trophy |  |
|  |              |              |              |        |         |             |             |             |  |         |                  |                  |                  |  |
|  |              |              |              |        |         |             |             |             |  |         |                  |                  |                  |  |
|  | Francia      | Francia      | 40           |        |         |             |             |             |  |         |                  |                  |                  |  |
|  | Francia      | Francia      | 40           |        |         |             |             |             |  |         |                  |                  |                  |  |
|  | Uruguay      | Uruguay      | 7            |        |         |             |             |             |  |         |                  |                  |                  |  |
|  | Uruguay      | Uruguay      | 7            |        | Francia | Francia     | 33          |             |  |         |                  |                  |                  |  |
|  |              |              |              |        | Francia | Francia     | 33          |             |  |         |                  |                  |                  |  |
|  |              |              | Gales        | Gales  | 7       |             |             |             |  |         |                  |                  |                  |  |
|  | Samoa        | Samoa        | Gales        | Gales  | 7       | 19          |             |             |  |         |                  |                  |                  |  |
|  | Samoa        | Samoa        |              |        |         |             |             |             |  |         |                  |                  |                  |  |
|  | Gales        | Gales        | 21           |        |         |             |             |             |  |         |                  |                  |                  |  |
|  | Gales        | Gales        | 21           |        |         |             |             |             |  | Francia | Francia          | 26               |                  |  |
|  |              |              |              |        |         |             |             |             |  | Francia | Francia          | 26               |                  |  |
|  |              |              | Canadá       | Canadá | 19      |             |             |             |  |         |                  |                  |                  |  |
|  | Escocia      | Escocia      | Canadá       | Canadá | 19      | 24          |             |             |  |         |                  |                  |                  |  |
|  | Escocia      | Escocia      |              |        |         |             |             |             |  |         |                  |                  |                  |  |
|  | Rusia        | Rusia        | 12           |        |         |             |             |             |  |         |                  |                  |                  |  |
|  | Rusia        | Rusia        | 12           |        | Escocia | Escocia     | 12          |             |  |         |                  |                  |                  |  |
|  |              |              |              |        | Escocia | Escocia     | 12          |             |  |         |                  |                  |                  |  |
|  |              |              | Canadá       | Canadá | 15      |             |             |             |  |         |                  |                  |                  |  |
|  | Canadá       | Canadá       | Canadá       | Canadá | 15      | 21          |             |             |  |         |                  |                  |                  |  |
|  | Canadá       | Canadá       |              |        |         |             |             |             |  |         |                  |                  |                  |  |
|  | España       | España       | 14           |        |         |             |             |             |  |         |                  |                  |                  |  |
|  | España       | España       | 14           |        |         |             |             |             |  |         |                  |                  |                  |  |
|  |              |              |              |        |         |             |             |             |  |         |                  |                  |                  |  |

#### Decimotercer puesto
|  | Semifinales | Semifinales | Semifinales |        |       | Decimotercer puesto | Decimotercer puesto | Decimotercer puesto |  |
|  |             |             |             |        |       |                     |                     |                     |  |
|  |             |             |             |        |       |                     |                     |                     |  |
|  | Uruguay     | Uruguay     | 12          |        |       |                     |                     |                     |  |
|  | Uruguay     | Uruguay     | 12          |        |       |                     |                     |                     |  |
|  | Samoa       | Samoa       | 26          |        |       |                     |                     |                     |  |
|  | Samoa       | Samoa       | 26          |        | Samoa | Samoa               | 28                  |                     |  |
|  |             |             |             |        | Samoa | Samoa               | 28                  |                     |  |
|  |             |             | España      | España | 7     |                     |                     |                     |  |
|  | Rusia       | Rusia       | España      | España | 7     | 17                  |                     |                     |  |
|  | Rusia       | Rusia       |             |        |       | 17                  |                     |                     |  |
|  | España      | España      | 19          |        |       |                     |                     |                     |  |
|  | España      | España      | 19          |        |       |                     |                     |                     |  |
|  |             |             |             |        |       |                     |                     |                     |  |

## Posiciones finales
| Pos               | Equipo         |
| ----------------- | -------------- |
| Medalla de oro    | Estados Unidos |
| Medalla de plata  | Argentina      |
| Medalla de bronce | Fiyi           |
| 4                 | Sudáfrica      |
| 5                 | Nueva Zelanda  |
| 6                 | Australia      |
| 7                 | Inglaterra     |
| 7                 | Kenia          |
| 9                 | Francia        |
| 10                | Canadá         |
| 11                | Gales          |
| 11                | Escocia        |
| 13                | Samoa          |
| 14                | España         |
| 15                | Uruguay        |
| 15                | Rusia          |